# Serin à diadème
Crithagra frontalis
Espèce
Statut de conservation UICN

 LC  : Préoccupation mineure
Le Serin à diadème (Crithagra frontalis) est une espèce de passereaux appartenant à la famille des Fringillidae.

## Distribution
Cet oiseau est présent dans l'Est du Zaïre : plateau de Lendu, monts Aboro, Ruwenzori et Kivu, Itombwe, Marungu, Pepa, Kasiki, Lyapenda, Mukuli, Ketendwe et Sambwe. Une observation est connue dans le sud du Zaïre (Mukumbi). Il est présent aussi dans l'Ouest de l’Ouganda, au Rwanda, au Burundi et dans le nord-ouest de la Tanzanie (au sud du lac Victoria et le long du lac Tanganyika). Une observation est connue dans l’extrême nord de la Zambie (Mbala).

## Habitat
Il recouvre les zones ouvertes à plantes herbacées, les régions cultivées, l’association végétale de ronces et de fougères, les forêts secondaires, les sols en friche (Zaïre), les landes, les marais, les vastes clairières des forêts humides (Nyungwe, Rwanda) (Prigogine 1971).

## Alimentation
Le serin à diadème se nourrit sur des fleurs, dans des ronces et des fougères, glane des graines au sol et extrait des semences de capitules de chardons (Prigogine 1971). Il est friand de graines du séneçon Senecio montuosum (Nyungwe, Rwanda) et collecte de petits fruits en lisière de forêt d’Urera et des graines d’Hagenia (Dowsett-Lemaire 1990). Des insectes et de petites graines ont été trouvés dans un estomac (Fry & Keith 2004). 
D’autres plantes ont été recensées, photos à l’appui, par Ottaviani (2011) : un mâle collectant les graines mûres d’une astéracée du genre Ageratum et un autre se nourrissant sur le capitule d’une tithonia Tithonia diversifolia, astéracée. 

## Voix
Le chant est très différent de celui du Serin d'Abyssinie et consiste en un tintement aigu à débit modéré, doté de notes courtes et agréables, elles-mêmes assorties de menus sons sit-sit et de fréquents zwee bourdonnants. Le cri d’appel est un simple chit-chit  (Fry & Keith 2004).

## Nidification
Le nid est une petite coupe de tiges d’herbes et de fibres végétales avec des feuilles mortes à l’extérieur et un revêtement interne d’un duvet végétal brunâtre. Un nid était presque entièrement composé d’un duvet végétal blanc et d’autres décorés extérieurement de lichens et de fils d’araignées. Il est généralement placé dans la fourche d’un arbre ou d’un buisson ou encore sur un régime de bananes. Les œufs ne semblent pas différents de ceux du serin d’Abyssinie. Les données de la reproduction révèlent la présence d’oisillons en novembre et de mâles avec des gonades développées en décembre au Ruwenzori au Zaïre, de mâles avec des gonades gonflées en juin au Kivu, de jeunes à peine emplumés à la mi-juin à Marungu avec des conditions de reproduction en février et des périodes de pontes de mars à juillet puis en novembre en Ouganda (Fry & Keith 2004).   

## Biologie de reproduction
Kunkel (1966) avait étudié la biologie de reproduction sur le terrain (monts Kivu, est du Zaïre) et un cycle de nidification en captivité. Ses travaux sont anciens mais nombre de données restent intéressantes. Ces oiseaux sont relativement sociaux avec des comportements agressifs plutôt rares comme chez la plupart des serins à plumage jaune. La saison de reproduction s’étend de janvier à juillet. Elle correspond au début de la saison des pluies de sorte que la période d’élevage coïncide avec celle de la fructification des plantes herbacées. Le mâle chante dans la même posture qu’il lance son cri nuptial, en redressant le corps à la verticale. La femelle prend une part active à la parade nuptiale et adopte la même attitude redressée tout en émettant également un chant. Le mâle parade ensuite de la même façon mais, en plus, il abaisse les ailes et les fait trembler. Il existe aussi une parade de nourrissage. Mâle et femelle participent à la construction du nid et sollicitent l’accouplement en baissant les ailes et en les agitant. La femelle est dominante pendant le cycle de reproduction. La ponte normale est de deux ou trois œufs pondus à raison d’un œuf par jour. L’incubation dure 13 jours et l’élevage au nid 15 jours. Les jeunes sont nourris exclusivement de graines d’astéracées. L’hygiène au nid est strictement respectée jusqu’au sixième jour puis elle est arrêtée, les déjections commençant à s’amonceler sur le bord du nid. Les poussins présentent des commissures particulières bleu violet. Les cris et le chant sont typiques de ceux du groupe Ochrospiza. Le seul cri d’Ochrospiza absent chez cette espèce est le cri de nourrissage du mâle. Le cri nuptial consiste en sept syllabes. La mue est plutôt lente avec des oiseaux régénérant leur plumage durant presque toute l’année et elle semble être, au moins partiellement, indépendante des facteurs extérieurs. 